# 4621 Тамбов
4621 Тамбов (4621 Tambov) — астероїд головного поясу, відкритий 27 серпня 1979 року.
Тіссеранів параметр щодо Юпітера — 3,502.